# Кулёв, Леонид Петрович
Леони́д Петро́вич Кулёв (1900—1962) — советский химик. Занимался синтезом лекарственных веществ, основатель томской школы синтетических лекарственных препаратов, автор научных открытий в области технологии каучука, резины, красителей и пластмасс.

## Биография
Родился 9 сентября 1900 года в Томске в семье служащих.
Л. П. Кулев учился в 10-й гимназии Петрограда. В 1918 году, приехав вместе с отцом на время каникул в Сибирь, вынужден был остаться здесь из-за начавшейся Гражданской войны. В 1919 году окончил Барнаульскую мужскую гимназию.
В марте 1919 году был мобилизован в белую армию. После учебы в военной учебно-инструкторской школе в Екатеринбурге в звании портупей-юнкера продолжил службу в Барнауле младшим офицером роты 51-го Сибирского стрелкового полка. После ранения, с сентября по декабрь 1919 года, находился на излечении в местном военном госпитале. Выздоровев, примкнул к Западно-Сибирской партизанской армии Е. М. Мамонтова. С начала 1920 года — преподаватель в Барнаульском уезде. С марта того же года — зав. школьно-курсовой секцией политпросвета отдела народного образования Бийского уездного исполкома, затем преподаватель школы для неграмотных и школы взрослых 1-й степени при фабрике, принадлежавшей ранее Шипилову, в Бийске.
В 1930 году окончил естественное отделение физико-математического факультета Томского технологического института. После окончания поступил в аспирантуру Сибирского химико-технологического института, возникшего после разделения ТТИ на отдельные институты.
В течение 15 лет работал в Томском педагогическом институте (с 1 сентября 1933 года доцент, с 1 сентября 1934 до 7 сентября 1943 года — заведующий кафедрой химии (с 1 сентября 1938 года по совместительству); до 1948 года работал профессором по совместительству).
Без защиты утверждён в должности кандидата химических наук в ноябре 1935 года. В 1941 присуждена степень доктора химических наук.
В годы войны занимался разработкой методов идентификации боевых отравляющих веществ.
После войны работал во вновь созданном Томском политехническом институте (ТПИ), где разработал лекарства «бензонал», «бензалит» и другие.
Декан химико-технологического факультета ТПИ (1945—1953). Председатель правления Дома учёных (1947—1957). Делегат XXII съезда КПСС.
Умер 12 июня 1962 года в Томске.

## Награды и премии
- Сталинская премия третьей степени (1943) — за разработку нового метода, ускоряющего технический анализ
- заслуженный деятель науки и техники РСФСР

## Работы
- Патент России 1978 № 14889. Способ борьбы с грибными заболеваниями растений 25.11.1978 г.[источник не указан 3721 день]
- Тронов Б. В., Кулев Л. П., Орлов В. Н. Активность галоидов в галоидозамещенных кетонах // Известия Томского индустриального института [Известия ТИИ]. — 1934. — Т. 52, вып. 1 (химический). — С. 32-41.
- Тронов Б. В., Кулев Л. П. Новый электрохимический метод исследования органических соединений и их смесей // Известия Томского политехнического института [Известия ТПИ]. — 1948. — Т. 64. — С. 3-89.
- Кулев Л. П., Грандилевский Б. А. Влияние примесей на электродвижущую силу и электропроводность нитробензола // Известия Томского политехнического института [Известия ТПИ]. — 1948. — Т. 64. — С. 90-99.
- Кулев Л. П., Аристов, Л. И. Азопроизводные аминосалициловых кислот и их внутрикомплексные соли // Известия Томского политехнического института [Известия ТПИ]. — 1959. — Т. 102. — С. 29-32.

## Память
- В честь Леонида Петровича Кулёва названа улица Кулёва[2] в Томске.
- На доме № 43 по проспекту Ленина в Томске в 1960-х годах установлена мемориальная доска:

В этом здании с 1930 по 1962 год в ТПИ работал заслуженный деятель науки и техники РСФСР, лауреат Государственной премии, профессор, доктор химических наук Кулёв Леонид Петрович.